# Lebrade
Lebrade er en by og kommune i det nordlige Tyskland, beliggende i Amt Großer Plöner See under Kreis Plön. Kreis Plön ligger i den østlige/centrale del af delstaten Slesvig-Holsten.

## Geografi
Lebrade er beliggende ca. syv km nord for Plön i et skov- og sørigt område. Delstatshovedstaden Kiel ligger omkring 28 km mod nordvest og Lütjenburg omkring 17 km mod nordøst.
Det 146 ha store naturschutzgebiet Vogelfreistätte Lebrader Teich ligger i den nordøstlige del af kommunen.
Området er præget af talrige søer, blandt andre Lebrader Teich, Rixdorfer Teich, Neubrooksteich, Neue Teich, Osterwischteich, Rummel Teich, Knipp Hagelsteich og Schluensee.